# Lockheed L-1049 Super Constellation

Lockheed Super Constellation L-1049A.

Le Lockheed L-1049 Super Constellation est un avion de ligne américain, et constitue l'avant-dernière évolution majeure de la famille Lockheed Constellation.